# Fairy Tail, le film : Dragon Cry
Autre
Fairy Tail, le film : Dragon Cry (劇場版FAIRY TAIL -DRAGON CRY-) est le second film d'animation issu du manga Fairy Tail de Hiro Mashima, qui est sorti le 6 mai 2017 dans les salles japonaises. Hiro Mashima est responsable de l’histoire du film ainsi que du design des personnages. Des informations ont été dévoilées dans le numéro 12 du Weekly Shônen Magazine lors du double chapitre de Fairy Tail (522-523) le 17 février 2017. et le film est la suite de Fairy Tail, le film : La Prêtresse du Phœnix sorti en 2012.

## Synopsis
Le Dragon Cry est un artefact magique se trouvant dans un temple du royaume de Fiore capable de détruire le monde. Il a été volé par Zach, ennemi numéro un du royaume de Fiore qui souhaite le détruire. Le roi de Fiore nomme donc des mages de la célèbre guilde de Fairy Tail pour lui récupérer Dragon Cry et sauver le royaume. Les personnes qui sont chargées de cette mission sont Natsu, Lucy, Happy, Gray, Erza, Wendy et Carla. Ils partent alors pour le royaume de Stella gouverné par le roi Animus et font la connaissance de Sonya, la magicienne et protégée du roi.

## Fiche technique
- Titre original : 劇場版FAIRY TAIL -DRAGON CRY- (Gekijō-ban Fearī Teiru -Doragon CRY-)
- Titre français traduit : Fairy Tail, le film : Dragon Cry
- Directeur : Tatsuma Minamikawa
- Scénario : Shoji Yonemura
- Histoire : Hiro Mashima
- Musique : Yasuharu Takanashi
- Directeur d’animation :
- Character design : Hiro Mashima
- Studio d’animation : A-1 Pictures
- Distributeur : GAGA
- Durée : 90 minutes
- Dates de sortie
  -  Japon : 5 mai 2017
  -  France : 19 mai 2017 (VOSTFR)
  -  France : 25 juillet 2018 en DVD

## Doublage
| Personnages | Personnages | Voix japonaises      | Voix françaises       |
| ----------- | ----------- | -------------------- | --------------------- |
| Natsu       | Natsu       | Tetsuya Kakihara     | Arnaud Laurent        |
| Lucy        | Lucy        | Aya Hirano           | Marie Nonnenmacher    |
| Happy       | Happy       | Rie Kugimiya         | Fanny Bloc            |
| Grey        | Grey        | Yūichi Nakamura      | Emmanuel Rausenberger |
| Erza        | Erza        | Sayaka Ohara         | Chantal Baroin        |
| Wendy       | Wendy       | Satomi Satō          | Jennifer Fauveau      |
| Carla       | Carla       | Yui Horie            | Frédérique Marlot     |
| Jubia       | Jubia       | Mai Nakahara         | Isabelle Volpe        |
| Ignir       | Ignir       | Hidekatsu Shibata    | Jerémy Zybelberg      |
| Gadjil      | Gadjil      | Wataru Hatano        | Jerémy Zybelberg      |
| Lily        | Lily        | Hiroki Touchi        | Antoine Tomé          |
| Reby        | Reby        | Mariya Ise           | Annabelle Roux        |
| Virgo       | Virgo       | Miyuki Sawashiro     | Catherine Desplaces   |
| Zeleph      | Zeleph      | Akira Ishida         | Paolo Domingo         |
| Acnologia   | Acnologia   | Kōsuke Toriumi       | Julien Chatelet       |
| Brandish    | Brandish    | Manami Numakura      | Mélanie Anne          |
| Invel       | Invel       | Tomoaki Maeno        | Jerémy Zybelberg      |
| King Animus | King Animus | Makoto Furukawa (en) | Bruno Meyere          |
| Zash Caine  | Zash Caine  | Jiro Saito           | Yann Pichon           |
| Sonya       | Sonya       | Aoi Yūki             | Bérangère Jean        |
| Swan        | Swan        | Chiaki Takahashi     | Caroline Combes       |
| Doll        | Doll        | Ryoma Takeuchi       | Jochen Haegele        |
| Gapri       | Gapri       | Taku Yashiro         | Paolo Domingo         |